# Neomonoceratina mediterranea
Neomonoceratina mediterranea är en kräftdjursart som först beskrevs av Ruggieri 1953.  Neomonoceratina mediterranea ingår i släktet Neomonoceratina och familjen Schizocytheridae. Inga underarter finns listade i Catalogue of Life.